# 卡尔·奥古斯特 (萨克森-魏玛-艾森纳赫大公世子)
卡尔·奥古斯特（全名：Karl August Wilhelm Nikolaus Alexander Michael Bernhard Heinrich Friedrich Stefan，1844年7月31日—1894年11月20日），萨克森-魏玛-艾森纳赫大公世子。

## 生平
卡尔·奥古斯特是萨克森-魏玛-艾森纳赫大公卡尔·亚历山大的独子，1844年生于大公国首都魏玛。
由于母亲索菲是荷兰国王威廉二世的女儿，卡尔·奥古斯特自1890年威廉明娜登基后成为荷兰王位第二顺位继承人，位列母亲之后。卡尔·奥古斯特也因此掌握了流利的荷兰语。
卡尔·奥古斯特于1894年在法国马尔丹角去世，终年50岁。其长子威廉·恩斯特成为大公世孙，并在六年后成为大公。

## 婚姻与子女
卡尔·奥古斯特于1873年8月26日在腓特烈港与堂妹保琳妮（全名：保琳妮·伊达·玛丽·奥尔嘉·亨利埃特·卡塔琳娜·冯·萨克森-魏玛-艾森纳赫 Pauline Ida Marie Olga Henriette Catharina von Sachsen-Weimar-Eisenach，1852年7月25日—1904年5月17日）结婚。保琳妮是萨克森-魏玛-艾森纳赫的赫尔曼·博恩哈德·格奥尔格亲王的长女。卡尔·奥古斯特与保琳妮有二子：
- 长子威廉·恩斯特·卡尔·亚历山大·弗里德里希·亨利·博恩哈德·阿尔贝特·格奥尔格·赫尔曼（Wilhelm Ernst Carl Alexander Friedrich Heinrich Bernhard Albert Georg Hermann，1876年6月10日—1923年4月24日），继承祖父成为萨克森-魏玛-艾森纳赫大公，1918年被迫逊位；
- 次子博恩哈德·卡尔·亚历山大·赫尔曼·亨利·威廉·奥斯卡·弗里德里希·弗朗茨·彼得（Bernhard Carl Alexander Hermann Heinrich Wilhelm Oscar Friedrich Franz Peter，1878年4月18日—1900年10月1日），早卒，无嗣。